# Górgias (diálogo)
Górgias é um diálogo de Platão escrito em 380 a.C.

## Contexto
Quando Górgias foi escrito por Platão, Atenas vivia uma profunda crise económica e política. Após uma longa guerra contra Esparta (431-404), Atenas perde a guerra e o poder que tinha entre os gregos. O regime Democrático é substituído por uma Tirania (404-403) por imposição de Esparta. A Democracia que é restaurada, em 403, está mais frágil que nunca. Os recursos económicos dos atenienses são agora bastante mais escassos, a custo a cidade procura recuperar a sua prosperidade económica. A antiga aristocracia culpa os oradores e os democratas desta perda do poder e exige um governo forte. No início do século IV a.C. devido ao elevado absentismo dos cidadãos nas sessões da Assembleia foi decidido remunerá-los sempre que o fizessem.
A Assembleia, dirá Aristóteles, torna-se rapidamente num local de ociosos e cidadãos empobrecidos que dessa forma procuram adquirir algum sustento. O exército passa a ser constituído por mercenários afastando-se dos cidadãos. As sucessivas guerras empobrecem ainda mais a vida dos atenienses. A Democracia continua a resistir, mas a tendência é para a adopção de regimes fortes (tirânicos). No final do século IV a.C., Atenas deixa de ser Independente e a Democracia é substituída definitivamente por uma Oligarquia.  

## Temática
Este dialogo tem como tema principal a Retórica, qual a sua função e como esta deve ser utilizada. — uma das personagens principais é o próprio Górgias, o famoso sofista siciliano conhecido em Atenas como o melhor orador.
A disputa de Sócrates acerca da retórica e o seu valor vai permitir a Platão estabelecer o confronto entre dois usos opostos da linguagem — como instrumento de poder e como instrumento de verdade. Ou seja a linguagem defendida pelos sofistas (representados por Górgias, Polo e Cálicles) e a linguagem defendida pelos filósofos Sócrates e Platão — que conclui que esta é não só inútil, mas mesmo imoral.

## Personagens
É um diálogo de cinco personagens: Cálicles, Querefonte, Sócrates, Górgias e Polo.
Polo, que tal como Górgias é um sofista;
Querefonte, um amigo de Sócrates, que o acompanha a casa de Cálicles; 
Cálicles: O grande adversário de Sócrates, esta personagem ao contrário das outras é talvez uma figura fictícia, imaginada por Platão, representa os políticos oportunistas próprios da época, a ausência ou inversão de valores que Platão combateu. Isto significa que Cálicles representa o oposto de Sócrates, muitos autores consideram que Cálicles era uma imagem do que Platão teria sido sem Sócrates;
Górgias, personagem venerável pela sua idade e prestígio — aceita as exigências de Sócrates e ouve-o com interesse e cortesia, ao contrário de Polo e Cálicles que são impetuosos, bruscos e impertinentes;
Sócrates, diferente de Górgias, às vezes um pouco severo com Polo, mostra um pouco a sua ironia com Cálicles de a sua incapacidade de aceitar a derrota… mas Sócrates faz sobressair a sua extraordinária capacidade de argumentação, a ausência de vaidade, e o desejo pela verdade e justiça, Sócrates demonstra também a sua humildade perante Górgias perguntando-lhe se quer continuar o discurso;

## Questões relativas à obra
A acção, ou a disputa entre estas cinco personagens decorre em casa de Cálicles, numa manhã cedo quando Sócrates e Querefonte surgem e pedem para falar com Górgias. Este encontrava-se como hóspede de Cálicles, seu amigo.
Esta obra tem sido considerada como um drama filosófico em três actos e um epílogo.
A sua estrutura formal pode ser expressa da seguinte forma:
1.º Acto: A discussão de Górgias: a retórica segundo os sofistas e a refutação de Sócrates.
2.º Acto: A discussão com Polo: a natureza da retórica segundo Sócrates, o seu poder de utilidade.
3.º Acto: A discussão com Cálicles: a justiça como o triunfo da força ou a justiça como triunfo da razão.
Epílogo: A exposição de Sócrates acerca do género de vida que devemos adoptar. O mito acerca da sentença final.
1.º Acto: Iniciando um debate com Górgias, Sócrates induz o seu oponente em contradição, levando-o a dizer que a Retórica, a arte dos discursos políticos que tem como objecto a justiça, pode ser usada de forma errada e, ao mesmo tempo, que todos aqueles que a aprendem são incapazes de cometer qualquer acto injusto.
Perante esta contradição, surge Polo, discípulo de Górgias, que defende o seu mestre e a sua Arte, afirmando que esta é a mais bela das artes. Sócrates apresenta, então, a sua Teoria da Adulação.
2.º Acto: Polo inicia um discurso argumentando que a Retórica dá poder àqueles que a dominam, ao que Sócrates contrapõe com o aparente paradoxo de que os que têm mais poder não são os mais poderosos. Após uma longa discussão, Sócrates obriga Polo a admitir que cometer uma injustiça é mau, e, caso a tenha cometido, o sujeito deve preferir ser castigado a fugir ileso.
3.º Acto: Cálicles, o anfitrião, toma então a palavra, afirmando que Sócrates está errado e critica sua forma de debater. Afirma que não existem semelhanças entre as Leis da Natureza e as Leis da Convenção.
Epílogo: Sócrates leva a discussão a outro ponto, ao perguntar se os mais poderosos só governam os outros ou se também se autogovernam, isto é, se têm autodomínio e temperança. Cálicles ri-se desta ideia de temperante, chamando-lhe, pelo contrário, de imbecil. Este diz então que os mais hábeis são os que têm mais paixões e as satisfazem. Começa assim uma nova discussão: qual a melhor forma de viver: a do Hedonismo ou a da Temperança?
Platão tem uma vasta obra escrita, nela destaca-se um conjunto de Diálogos, escritos ao longo de muitos anos; e podemos verificar através da sua obra a "evolução" do seu pensamento.